# Покрет за ослобођење Сао Томе и Принсипеа / Социјалдемократска партија
Покрет за ослобођење Сао Томе и Принсипеа / Социјалдемократска партија (порт. Movimento de Libertação de São Tomé e Príncipe / Partido Social, MLSTP) је политичка партија која делује у Сао Томе и Принсипеу.

## Историја
Године 1960, Африку је захватио вал ослободилачких покрета у оним земљама које су још увек биле колоније. Тако је и мала група Сантомејаца у Либревилу (Габон) основала Комитет за потпуно ослобођење Сао Томе и Принсипеа (порт. Comitê pela Libertação de São Tomé e Príncipe, SLSTP), на челу са Мануелом Пинтом де Костом.
Године 1972, Комитет је преименован у Покрет за ослобођење Сао Томе и Принсипеа (порт. Movimento de Libertação de São Tomé e Príncipe, MLSTP).
После победе Каранфилске револуције у Португалији априла 1974, нова влада је ступила у преговоре о независноти са МЛСТП-ом. Договорено је да Сао Томе и Принсипе добије независност до 12. јула 1975. године.
У јуну 1975. године, одржани су парламентарни избори за Уставотворну скупштину на којима је МЛСТП освојио 16 мандата.
Дана 12. јула 1975, Демократска Република Сао Томе и Принсипе прогласила је независност, а њен први председник постао је генерални секретар МЛСТП, Мануел Пинто да Коста. МЛСТП је од тада до 1990. године био једина владајућа партија у земљи.
Крајем 1989. године, на партијској конференцији се испољила фракција унутар МЛСТП, која је захтевала прелаз на вишепартијски систем. Централни комитет МЛСТП предложио је нови устав, који је одобрен на референдуму августа 1990. године.
Одлуком партијског конгреса, одржаног у октобру 1990, Карлос де Граца постао је нови генерални секретар МЛСТП. Осим тога, партија је преименована у Покрет за ослобођење Сао Томе и Принсипеа / Социјалдемократска партија (МЛСТП / ПСД).

## Деловање у вишестраначју
На првим вишестраначким, одржанима у јануару 1991, партија је освојила 30,5% гласова и 21 од 55 посланичких места у Народној скупштини.
Децембра 1992, одржани су локални избори на којима је МЛСТП / ПСД победила у пет од седам покрајина у држави.
На парламентарним изборима 1994, странка је освојила 37% гласова и вратила већину у Народној скупштине освојивши 27 од 55 места.
Марта 1995, на изборима за новоформирану скупштину од седам чланова скупштине на мањем острву Принсипе, победила је МЛСТП / ПСД.
Мануел Пинто де Коста био је кандидат МЛСТП / ПСД на председничким изборима 1996. године. У другом кругу је изгубио од Мигела Троваде који је освојио 52,7% гласова наспрам Костиних 47,3%.
На парламентарним изборима 1998, МЛСТП / ПСД освојила је 50,6% гласова и освојила 31 мандат у скупштини.
На председничким изборима у јулу 2001, Мануел Пинто де Коста поново се кандидовао, али га је победио бизнисмен Фрадик де Менезес освојивши 55,2% наспрам Костиних 40,0% гласова.
На парламентарним изборима марта 2002, МЛСТП је остала највећа странка у Народној скупштини освојивши 39,6% гласова, односно 24 од 55 посланичких места.
Дана 27. фебруара 2005, на Четвртом конгресу МЛСТП / ПСД-а за новог секретара изабран је Гиљерме Посер де Коста. Јуна 2008, за председника партије био је изабран Јоаким Рафаел Бранко. На Петом конгресу партије, одржаном 15. јануара 2011, нови секретар постао је Аурелио Мартинс.
На парламентарним изборима одржанима 26. марта 2006, партија је прешла у опозицију освојивши 20 од 55 места, а победила је коалиција Снага за промене Демократски покрет — Партија демократске конвергенције (МДФМ-ПЦД).
Партија није представила свог кандидата на председничким изборима 30. јула 2006, али се придружила коалицији странака које су подржале Патриса Троваду из Независне демократске акције. Победио га је Фрадик де Менезес, који је освојио 60,58% наспрам Тровадиних 38,82% гласова.
На парламентарним изборима 2010. године, МЛСТП је био друга најјача странка са 21 посланичким местом. Мануел Пинто де Коста је 2011. победио на председничким изборима, али је изашао на њих као независан кандидат.
МЛСТП / ПСД одржава односе са осталим партијама сличног програма у осталим земљама португалског говорног подручја, попут Социјалдемократске партије Португалије и Народног покрета за ослобођење Анголе.